# Ilattia supplex
Ilattia supplex är en fjärilsart som beskrevs av Swinhoe 1885. Ilattia supplex ingår i släktet Ilattia och familjen nattflyn. Inga underarter finns listade i Catalogue of Life.